# 哈羅德·勞埃德
哈羅德·勞埃德（英語：Harold Clayton Lloyd, Sr.，1893年4月20日—1971年3月8日），旧译“罗克”，香港通稱「夏勞哀」，香港呢称「神經六」，美國電影演員及製片人，以演出喜劇默片聞名，與查理·卓別林和巴斯特·基頓齊名為默片時代最有影響力的三位電影喜劇演員。勞埃德在1914年和1947年間演出了近200名的喜劇電影，包括默片和有聲片。他最出名的角色是“Glass”，一個完美迎合美國20世紀20年代時期的足智多謀、努力追求成功的拼命三郎。
勞埃德的電影經常出現驚險刺激的場面，如追逐和不怕死的特技表演，於今日仍被人所銘記。在電影《最後安全》中，勞埃德雙手牢牢捉住指針而避免從鐘樓跌落的鏡頭已成為經典一幕。在1919年8月為羅奇工作室製作宣傳影片時，道具中誤用了真的炸彈，導致他失去了右手拇指和食指（所以他在以後的電影演出中，戴了一隻特殊的假肢手套來掩飾）。
雖然平均來說，勞埃德的電影在商業上沒有查理·卓別林成功，但他卻更多產（在20世紀20年代，他有12部劇情片發行，而卓別林僅有4部）和賺得更多的錢（1570萬美元比之卓別林的1050萬美元）。

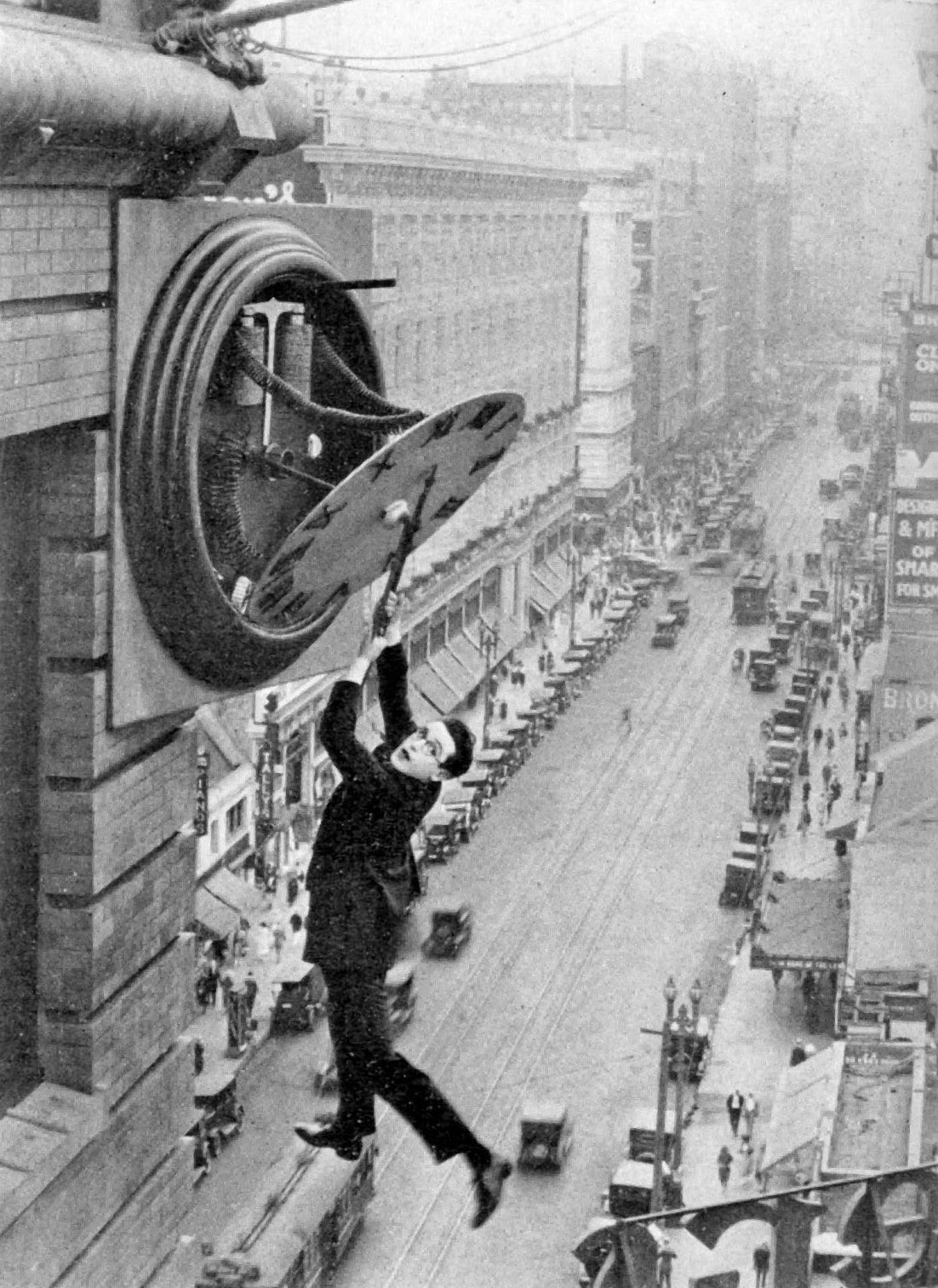
《最后安全》中的惊险场面

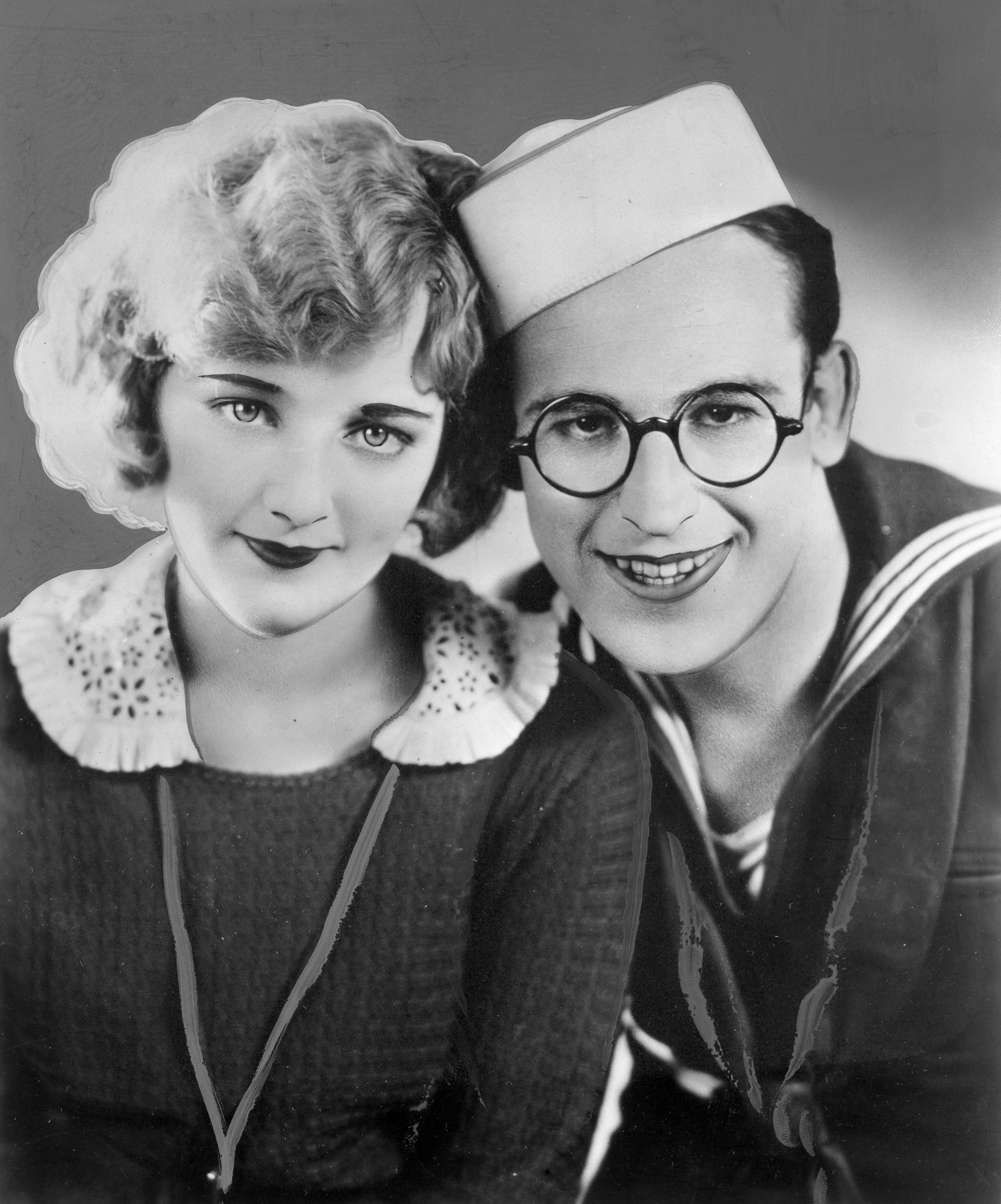
劳埃德与兼为女主角的妻子 Mildred Davis

## 早年生活及角色
勞埃德出生于美国内布拉斯加州布尔夏德县，父母为詹姆斯·达西·勞埃德（James Darsie Lloyd，1865–1947）和伊麗莎白·弗雷澤（Elizabeth Fraser，1869–1941），而他父亲的曾祖父和曾祖母皆来自威爾斯。小勞埃德的名字是他的爺爺起的。他有一個年長他5歲的哥哥叫蓋洛德（Gaylord，1888-1943）。蓋洛德跟他的弟弟一樣演電影，但其職業生涯遠不及哈羅德出名。蓋洛德出演的其中一個角色就是在1921年電影《Disraeli》中飾演著名的喬治·亞利斯（George Arliss）。勞埃德的幫助更使他變成一個喜劇明星，最後成為了電影執行制片人。勞埃德的父母在他年幼的時候離了婚，而勞埃德選擇與他的父親待在一起。儘管如此，他和他的哥哥一直與他們的母親保持親近。勞埃德的父親一直在編造宏偉的快速致富計劃，最後卻以徹底失敗而告終。他們最終抵達了奧馬哈市，在那裏的股票公司，勞埃德得到了第一次演戲經歷。他在東高中（East High School）和聖地牙哥高中（San Diego High School）上過學，卻在聖地牙哥戲劇藝術學院（School of Dramatic Art of San Diego）進行了表演培訓。1912年，勞埃德的父親被奧馬哈市的啤酒卡車碾壓，而後在人身傷害的判決中，他得到了當時數目不菲的6000美元金額（雖然最終他和他的律師分攤了這筆錢）。據傳，勞埃德的父親和他靠擲錢幣做出了西遷的決定。

## 风波
1930年春节之后不久，其主演的电影《不怕死》中涉嫌辱华的部分在中国上映后引起了争议，遭到了中方强烈抵制。

## 扩展阅读
- Agee, James. . McDowell, Obolensky, Modern Library. 2000 [1958].
- Bengtson, John. . Santa Monica Press. 2011. ISBN 978-1-59580-057-2.
- Brownlow, Kevin. . Alfred A. Knopf, University of California Press. 1976 [1968].
- Byron, Stuart; Weis, Elizabeth. . Grossman/Viking. 1977.
- Cahn, William. . Duell, Sloane & Pearce. 1964.
- D'Agostino, Annette M. . Greenwood Press. 1994. ISBN 0-313-28986-7.
- Dale, Alan. . University of Minnesota Press. 2002.
- Dardis, Tom. . Viking. 1983. ISBN 0-14-007555-0.
- Durgnat, Raymond. . Dell. 1970.
- Everson, William K. . Oxford University Press. 1978.
- Gilliatt, Penelope. . Viking. 1973.
- Hayes, Suzanne Lloyd (ed.),. . Simon & Schuster. 1992.
- Kerr, Walter. . Alfred A. Knopf, Da Capo Press. 1990 [1975].
- Lacourbe, Roland. . Paris: Editions Seghers. 1970.
- Lahue, Kalton C. . University of Oklahoma Press. 1966.
- Lloyd, Annette D'Agostino. . McFarland & Company. 2003. ISBN 0-7864-1514-2.
- Lloyd, Annette D'Agostino. . BearManor Media. 2009. ISBN 978-1-59393-332-6.
- Lloyd, Harold; Stout, W. W. . Dover. 1971 [1928].
- Lloyd, Suzanne. . Black Dog & Leventhal. 2004. ISBN 978-1-57912-394-9.
- Maltin, Leonard. . Crown Publishers. 1978.
- Mast, Gerald. . University of Chicago Press. 1979 [1973].
- McCaffrey, Donald W. . A.S. Barnes. 1968.
- McCaffrey, Donald W. . Associated University Presses. 1976. ISBN 0-8386-1455-8.
- Mitchell, Glenn. . B.T. Batsford Ltd. 2003.
- Reilly, Adam. . Macmillan. 1977. ISBN 0-02-601940-X.
- Robinson, David. . E.P. Dutton. 1969.
- Schickel, Richard. . New York Graphic Society. 1974. ISBN 0-8212-0595-1.
- Vance, Jeffrey; Lloyd, Suzanne. . Harry N Abrams. 2002. ISBN 0-8109-1674-6.